# 松平元心
松平 元心（まつだいら もとむね）は、戦国時代の武将。五井松平家2代。長勝（ながかつ）とも。弟に深溝松平家の祖となった忠定がいる。

## 生涯
『寛政重修諸家譜』（以後、『寛政譜』）によれば、五井松平家初代・松平忠景の子。
『寛政譜』によれば松平長親の命により、額田郡深溝城主・大場二郎左衛門（大場景紀）を攻め滅ぼした。長親は深溝城を元心に与えようとしたが、その弟の忠定には所領がなかったため、忠定が二郎左衛門を討ち取ったと長親に上申し、深溝城を忠定に譲った。忠定は深溝松平家の祖となった。
永禄5年（1562年）7月26日、82歳で死去。葬地は愛知県蒲郡市五井の長泉寺。